# Honey Creek (Wisconsin)
Honey Creek es un pueblo ubicado en el condado de Sauk en el estado estadounidense de Wisconsin. En el Censo de 2010 tenía una población de 733 habitantes y una densidad poblacional de 5,95 personas por km².

## Geografía
Honey Creek se encuentra ubicado en las coordenadas 43°19′44″N 89°55′18″O / 43.32889, -89.92167. Según la Oficina del Censo de los Estados Unidos, Honey Creek tiene una superficie total de 123.19 km², de la cual 123.02 km² corresponden a tierra firme y (0.14%) 0.17 km² es agua.

## Demografía
Según el censo de 2010, había 733 personas residiendo en Honey Creek. La densidad de población era de 5,95 hab./km². De los 733 habitantes, Honey Creek estaba compuesto por el 97% blancos, el 0.41% eran afroamericanos, el 0% eran amerindios, el 0.27% eran asiáticos, el 0% eran isleños del Pacífico, el 1.77% eran de otras razas y el 0.55% pertenecían a dos o más razas. Del total de la población el 4.37% eran hispanos o latinos de cualquier raza.